# T–80
A T–80 a Szovjetunióban a T–64 alapjairól kifejlesztett általános harckocsi. 1976-ban rendszeresítették a Szovjet Hadsereg szárazföldi erőinél. A világ első sorozatban gyártott gázturbinás harckocsija. Oroszországon kívül Ukrajnában, Pakisztánban, Dél-Koreában és Cipruson áll hadrendben. Dízelmotorosra átalakított, továbbfejlesztett változatát, a T–80UD-t Ukrajnában is gyártották.

## Története
A harckocsi a harkivi Morozov Tervezőiroda által kifejlesztett T–64 harckocsi konstrukcióján alapul. Külsőre ugyan sok hasonlóságot mutat a T–72-vel, konstrukcióját, a jármű alapját a T–64 adta. A tervezést és fejlesztést a leningrádi Kirov Gépgyár SZKB–2 jelű tervezőirodája végezte.
Az első, 219szp1 jelű prototípus 1969-ben készült el. Ez külsőre alig különbözött a Harkivban készített gázturbinás T–64T-től, a fő különbség a harckocsiba épített Klimov GTD–1000 típusú, 745 kW (1000 LE) teljesítményű gázturbina volt. A második, 219szp2 jelű prototípuson már több jelentős módosítást is végeztek. Az első prototípussal végzett kísérletek azt mutatták, hogy a nagy teljesítményű gázturbina olyan manőverezőképességet biztosít a harckocsinak, amelyhez a futómű gyengének bizonyul. Ezért azt jelentősen át kellett alakítani. A második prototípus új láncfeszítő kereket, vezetőgörgőket, futógörgőket, hajtókereket és lánctalpat kapott, áttervezték a lengéscsillapítókat és a torziós rugókat. Módosítottak a T–64-től örökölt torony formáján, de megtartották annak eredeti harckocsiágyúját, automata töltőberendezését, valamint az ott alkalmazott páncélvédelmet. A páncélos 1976-ban állt szolgálatba, ezzel a T–64-est leváltva a korábban nehéz harckocsikat (ISz-3, T–10) használó csapatoknál. A páncélos viszont nem tudott a T–64-es nagyobb problémáin (bonyolult töltőrendszer, függőlegesen elhelyezett töltet, szűk torony) túllendülni, ezért már 1978-ban gyártásba került a fejlesztett változat, a T–80B, ami valamelyest javított a típuson egy új fejlesztésű toronnyal és töltőrendszerrel.
1985-ben jelent meg a T–80U típusjelű javított változata. A munkálatokba bekapcsolódott a Morozov tervezőiroda is, amely a toronnyal és a fegyverzettel kapcsolatos munkálatokat végezte. A GTD–1000 típusú gázturbinát a nagyobb, 930 kW (1250 LE) teljesítményű GTD–1250 típusúra cserélték. Ezt a gázturbinát már felszerelték porleválasztó berendezéssel is, amelynek hiánya a GTD–1000 típusnál az üzemeltetés során gyakran okozott meghibásodásokat. A T–80U változat új, Kontakt–5 típusú reaktív páncélzatot kapott.

## Jellemzői, szerkezeti kialakítása
Mechanikus sebességváltós, öt előremeneti és egy hátrameneti sebességfokozattal. A harckocsira két ledobható üzemanyag-póttartály szerelhető és egy elhelyezhető a motorháztetőn is, így a harckocsi hatótávolságát 600 km-re lehet növelni.
A futómű hat, torziós rugókra szerelt futógörgőből áll, a láncfeszítő kerék elöl, a meghajtó kerék hátul található. A harckocsit alkalmassá tették mélyvízi átkelésre is.
A harckocsi teste acélból készült, ennek összetétele azonban titkosított. A létfontosságú területeken rétegelt acéllemezekből áll. A torony öntött acél, amit egy belső különleges páncélréteg is fed. A lövegtorony belsejét borító speciális, szintetikus, ólom alapú védőréteg megvédi a személyzetet és a harckocsi elektronikus rendszereit a nukleáris támadás esetén fellépő neutronsugárzástól és elektromágneses impulzusoktól. A T–80 új, 1987-ben rendszeresített T–80U(M) változatát 185–220 db reaktív páncélkazettával szerelték fel, amelyek nagyobb védelmet nyújtanak a kumulatív lövedékek becsapódásakor.
A T–80 fő fegyverzete a 125 mm-es 2A46 típusú simacsövű harckocsiágyú, amely automata töltőberendezéssel rendelkezik. A harckocsik közül néhányat alkalmassá tettek lövegcsőből indítható irányított páncéltörő rakéták indítására is. A harckocsi a T–72 típusnál használt lőszerekkel tüzel. Kétféle leválóköpenyes, szárnystabilizált, űrméret alatti páncéltörő nyíllövedék, szárnystabilizált kumulatív páncéltörő gránát és szárnystabilizált repeszgránát alkalmazható. A harckocsit továbbá egy PKT típusú, 7,62 mm-es, lövegcsővel párhuzamosított géppuskával, valamint egy 12,7 mm-es NSZVT légvédelmi géppuskával szerelték fel, utóbbi a torony belsejéből távirányítással is vezérelhető.

## Típusváltozatok
- T–80 – Az 1976-tól sorozatban gyártott, a T–64-től csak kis mértékben különböző, Klimov GTD–1000 típusú gázturbinával felszerelt alapváltozat.
- T–80B – 1981-ben jelent meg, kerámiabetétes páncélzattal ellátott változat.
- T–80BV – Utólag felszerelt, kiegészítő reaktív páncélt kapott változat.
- T–80U – 1985-ben megjelent, jelentős módosításokon átesett, javított változat. Nagyobb teljesítményű, GTD–1250 gázturbinával szerelték fel. Kontakt–5 reaktív páncélzatot kapott, a fegyverzetébe integrálták a 9M119 Szvir irányított páncéltörő rakétát.
  - T–80UK – Parancsnoki változat.
  - T–80UE – A T80UK egyszerűsített és olcsóbb exportváltozata.
  - T–80UM – A Luna infravörös éjszakai irányzék helyett Buran típusú hőképalkotóval ellátott változat.
  - T–80UM Barsz – Arena típusú aktív páncélvédelemmel ellátott változat.
  - T–80UM2 – Drodz–2 aktív védelmi rendszerrel felszerelt változat (csak prototípus).
- Csornij orjol – Jelentős modernizáláson átesett prototípus.
- T–80UD – A T–80 fejlesztésével párhuzamosan a harkovi Morozov Tervezőirodában folyt fejlesztés eredményeként kifejlesztett ukrán változat. A nagy fogyasztású gázturbinát dízelmotorra cserélték.
  - T–80UDK – Parancsnoki változat.
  - T–84 – Az ukrán T–80UD modernizált, új toronnyal ellátott változata.
- T–80BVM – a T–80 harckocsi legújabb korszerűsítése, 2017-ben indult. Az orosz közepes harckocsi ezen változata csúcskategóriás robbanó reaktív páncélt kapott, a „Relikt”, egy továbbfejlesztett Sosna-U lövész irányzékot (amelyet a harckocsikban is használnak, mint a orosz T–90). A harckocsi modernizálása lehetővé teszi új, szegényített uránból készült Svinec-1 és Svinec-2 páncéltörő lőszerek alkalmazását. A harckocsi tornya dinamikus védelmi relic készletet kapott, korábban csak a T–72B3 harckocsik.

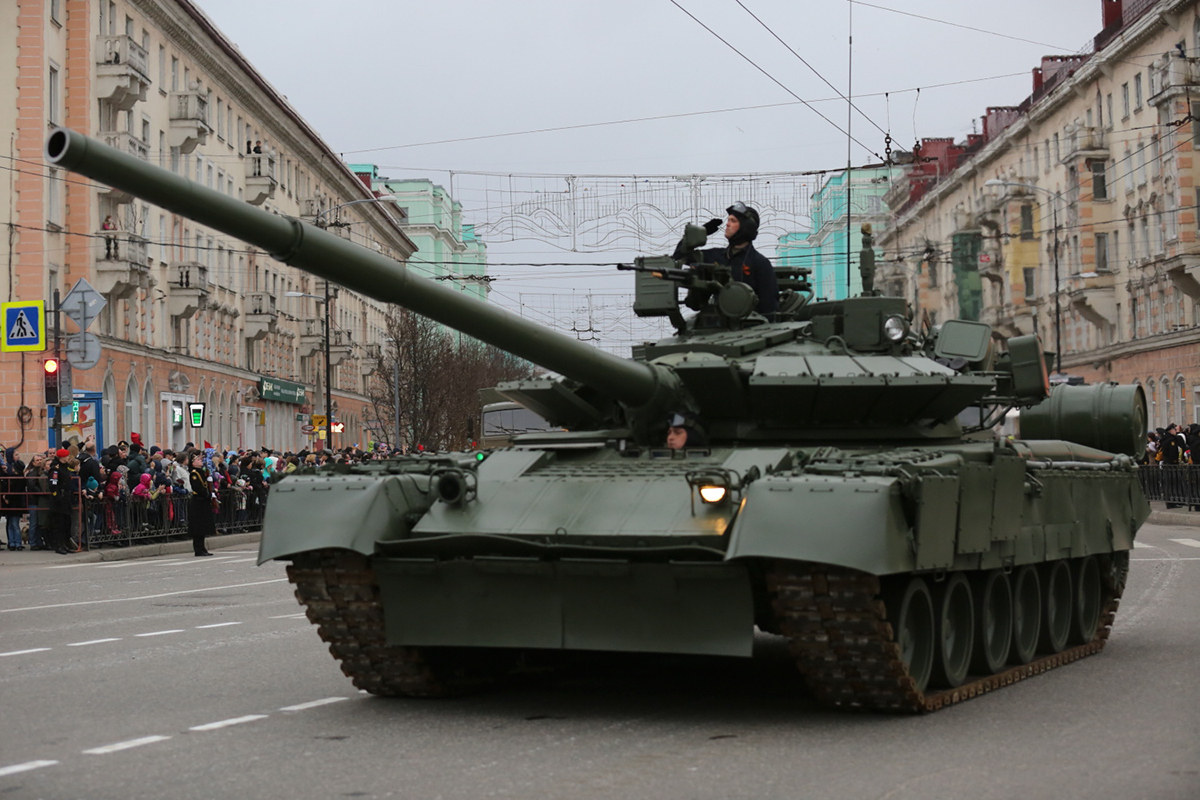

A legújabb változat a T–80BVM.

## A harckocsin alapuló harcjárművek
- BREM–80U – A T–80U-n alapuló műszaki–mentő harckocsi, 18 t teherbírású daruval és 35 t teherbírású csörlővel.
- 2SZ19 Mszta – A T–80 alvázára épített 152 mm-es önjáró löveg. 155 mm-es változatát is kialakították. A T–80 gázturbináját a T–72 dízelmotorjára cserélték.